# Ukraińska Basketbolna Liha
Ukraińska Basketballowa Liga (ukr. Українська баскетбольна ліга) – alternatywna klasa męskich ligowych rozgrywek koszykarskich na Ukrainie, utworzona w 2008 roku i zarządzana przez Ukraińską Basketballową Ligę (UBL), będąca konkurencją do oficjalnych mistrzostw Superligi, organizowanych przez Ukraińską Federację Koszykówki w sezonie 2008/09. Rywalizacja toczyła się w niej systemem ligowym wraz z play-offami – o tytuł mistrza UBL. W 2009 został zastąpiony przez Ukraińską Superligę Koszykówki.

## Historia
Ukraińska Basketballowa Liga, skrót UBL, powstała latem 2008 roku jako alternatywa dla Federacji Koszykówki Ukrainy. W mistrzostwach UBL zastosowano kilka eksperymentalnych innowacji, które nie były wcześniej testowane w ukraińskiej koszykówce: ograniczenie budżetów uczestniczących klubów i obowiązkowa stała obecność na boisku co najmniej jednego ukraińskiego zawodnika w drużynie. W ciągu swojego istnienia UBL zrealizowała szereg spektakularnych projektów sportowych, takich jak Mecz Gwiazd (w formacie Wschód–Zachód) oraz Finał Czterech Pucharu UBL (zwycięzca – Budiwelnyk Kijów). Wśród wad mistrzostw UBL eksperci podkreślili niskie kwalifikacje sędziów i ciągłe zmiany zasad prowadzenia rozgrywek w sezonie. W maju 2009 roku, w serii finałowej UBL, Krywbasbasket Krzywy Róg wygrał 3:2 z Budiwelnykiem Kijów, stając się jedynym zwycięzcą UBL. Latem 2009, po porozumieniu najlepszych klubów na Ukrainie z Ukraińską Federacją o utworzeniu jednej ligi, UBL przestała istnieć. 10 drużyn wzięło udział w jedynych mistrzostwach Dywizji A Ukraińskiej Basketballowej Ligi w sezonie 2008/09:
- Budiwelnyk Kijów
- Czerkaśki Mawpy Czerkasy
- Dnipro Dniepopetrowsk
- Dnipro-Azot Dnieprodzierżyńsk
- Ferro-ZNTU Zaporoże
- Howerła Iwano-Frankiwsk
- Hryfony Symferopol
- Krywbasbasket Krzywy Róg
- MBK Odessa
- Politechnika-Hałyczyna Lwów

W sezonie 2015/16 ponownie mistrzostwa Ukrainy były rozgrywane w dwóch osobnych ligach, podporządkowanych Federacji zwanej Superliga Favorit Sport oraz w Ukraińskiej Superlidze Koszykarskiej. Po rundzie zasadniczej, rozegrano turniej play-off. A w serii finałowej, BK Dnipro wygrał 3:0 z Budiwelnykiem Kijów, stając się zwycięzcą Superligi. Latem 2016, po porozumieniu z Ukraińską Federacją, obie ligi zostały zjednoczone w Superligę. Oto osiem drużyn, które w sezonie 2015/16 startowały w rozgrywkach alternatywnej Superligi:
- Budiwelnyk Kijów
- BK Charków
- Chortycia Zaporoże
- BK Dnipro
- Howerła Iwano-Frankiwsk
- Kremiń Krzemieńczuk
- BK Odessa
- Politechnika-Hałyczyna Lwów

## Mistrzowie i pozostali medaliści
| Sezon                                                                    | K | K | T | Mistrz                   | Wicemistrz       | III miejsce                 | Br. | Król strzelców                | Uwagi                |
| Ukraińska Basketballowa Liga (ukr. Українська баскетбольна ліга)         |   |   |   |                          |                  |                             |     |                               |                      |
| 2008/09                                                                  |   |   | 1 | Krywbasbasket Krzywy Róg | Budiwelnyk Kijów | Politechnika-Hałyczyna Lwów |     |                               | 10 klubów, finał 3–2 |
| Ukraińska Superliha Koszykarska (ukr. Українська баскетбольна суперліга) |   |   |   |                          |                  |                             |     |                               |                      |
| 2015/16                                                                  |   |   | 1 | BK Dnipro                | Budiwelnyk Kijów | Politechnika-Hałyczyna Lwów | MVP | Ołeksandr Miszuła (BK Dnipro) | 8 klubów, finał 3–0  |